# Имбер, Нафтали Герц
Нафтали Герц Имбер (ивр. נפתלי הרץ אימבר‎, идиш נפתלי הערץ אימבער‎;1856, Золочев, Королевство Галиции и Лодомерии, Австро-Венгрия — 8 октября 1909, Нью-Йорк) — еврейский поэт, автор текста «Ха-Тиквы» — гимна сионистского движения, а с 1948 года государственного гимна Израиля.

## Биография
Родился в Галиции, в Золочеве, тогда принадлежавшем Австро-Венгрии, ныне Львовской области, Украина. Писал стихи с десятилетнего возраста. За поэму, посвящённую столетию присоединения Буковины к Австро-Венгрии, получил награду от императора Франца-Иосифа. В молодости путешествовал по Венгрии, Сербии, Румынии.
В 1882 переехал в Палестину в качестве секретаря Лоренса Олифанта по еврейским вопросам. В первый сборник стихов, изданный в Иерусалиме в 1886 под названием «Утренняя звезда» (ивр. ברקאי, Баркаи‎), вошло стихотворение «Наша надежда» («Тикватену», תקוותנו), первый набросок которого был сделан в Яссах (Румыния) в 1877 (по др. источникам, в 1876 или 1878). Это стихотворение и стало текстом будущего гимна сионистского движения и государства Израиль.
В 1887 вернулся в Европу, жил в Лондоне, затем снова путешествовал, побывал в Индии, в 1892 переехал в США. Скончался в Нью-Йорке в 1909; в 1953 его прах был перевезён в Иерусалим.

## Семья
Внучатый племянник Н.-Г. Имбера — писавший на идише и на польском языке галицийский еврейский поэт и публицист Шмуэл-Янкев Имбер (1889—1942); его отец — Шмарья Имбер, литератор.